# Achilles (niszczyciel czołgów)
Achilles (właściwie 17-pdr, Self-Propelled, Achilles Mk IC/IIC) – brytyjski niszczyciel czołgów z okresu II wojny światowej, będący zmodyfikowaną wersją pojazdu M10 konstrukcji amerykańskiej. Obok oryginalnych M10 Achilles i pojazdów Archer były to jedyne używane przez Brytyjczyków samobieżne działa przeciwpancerne na podwoziu gąsienicowym.
Uzbrojenie niszczycieli czołgów Achilles IC/IIC stanowiła armata 17-funtowa, która zastąpiła amerykańskie działo 3-calowe, oraz przeciwlotniczy karabin maszynowy M2 kalibru 12,7 mm zamontowany w tylnej części wieży pojazdu. Pojazd przewoził 50 sztuk amunicji działowej.
W latach 1944–1945 w ramach programu Lend-Lease do Wielkiej Brytanii trafiło 1648 niszczycieli czołgów M10. Otrzymały one w 1944 roku nazwę Achilles (Mk I dla wieży z przeciwwagą w formie V i Mk II dla wieży z przeciwwagą typu „kaczy dziób”). 1017 zostało następnie przezbrojonych w armatę 17-funtową w fabryce Royal Arsenal w Woolwich. Dodatkowo pewna liczba M10 została zmodyfikowana w warunkach polowych. Zmodyfikowane pojazdy otrzymały oznaczenia z dodatkową literą C (Mk IC i Mk IIC).
Pojazdy używane były przez armię brytyjską oraz kanadyjską, gdzie pozostawały w służbie do połowy lat 50. Po wojnie część z nich trafiła do Danii, gdzie służyły do 1962 roku, a także do Egiptu, Belgii oraz Holandii.